# Nationales Naturschutzgebiet Glorieuses-Archipel

Lageplan

Das Nationale Naturschutzgebiet Glorieuses-Archipel (frz. Réserve naturelle nationale de l'archipel des Glorieuses) befindet sich in den Gewässern rund um die gleichnamige Inselgruppe Îles Glorieuses, die unter dem Oberbegriff Îles Éparses zu den französischen Besitzungen im Indischen Ozean gezählt werden. Sie liegt nördlich von Madagaskar am Eingang zur Straße von Mosambik und ist nahezu unbewohnt.

## Parkverwaltung
Die Gründung erfolgte als Meeresnaturpark am 22. Februar 2012. Die Parkverwaltung hat ihren Sitz in Iloni, Gemeinde Dembeni, auf der Insel Mayotte (12° 50′ 39″ S, 45° 11′ 29″ O). Der Naturpark liegt in der Ausschließlichen Wirtschaftszone, die sich 200 Seemeilen rund um die Insel erstreckt und umfasst ein Seegebiet von etwa 43.000 km². Der Meeresnaturpark wurde am 8. Juni 2021 in das Nationale Naturschutzgebiet Glorieuses-Archipel (fr. Réserve naturelle nationale de l'archipel des Glorieuses) umgewandelt.

## Biotop des Naturschutzgebietes

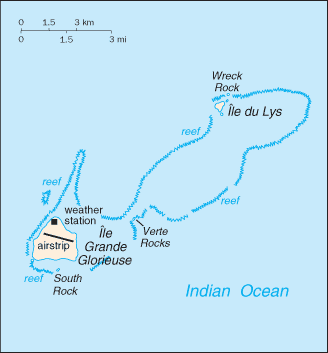
Plan der Îles Glorieuses

Es weist ein wertvolles Korallenriff mit einer Länge von 17 km und einer Fläche von 165 km² auf. Diese Zone wird von zahlreichen bedrohten Arten als Lebensraum genutzt: Meeresschildkröten, Meeressäuger, Haie, Rochen und Seevögel. Dieser von der menschlichen Zivilisation fast unverletzte Archipel bildet mit seiner reichen Artenvielfalt eine hervorragende Plattform für die wissenschaftliche Forschung. Bei der letzten Bestandsaufnahme der Tierwelt wurden an die Tausend Tierarten festgestellt, darunter mehr als 150 Arten von Nesseltieren und 349 das Riff bewohnende Fischarten.

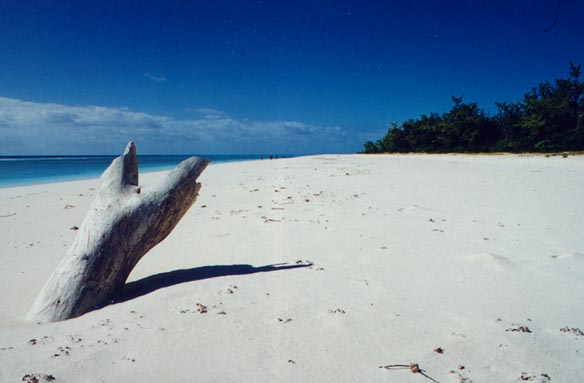
Strand der Îles Glorieuses
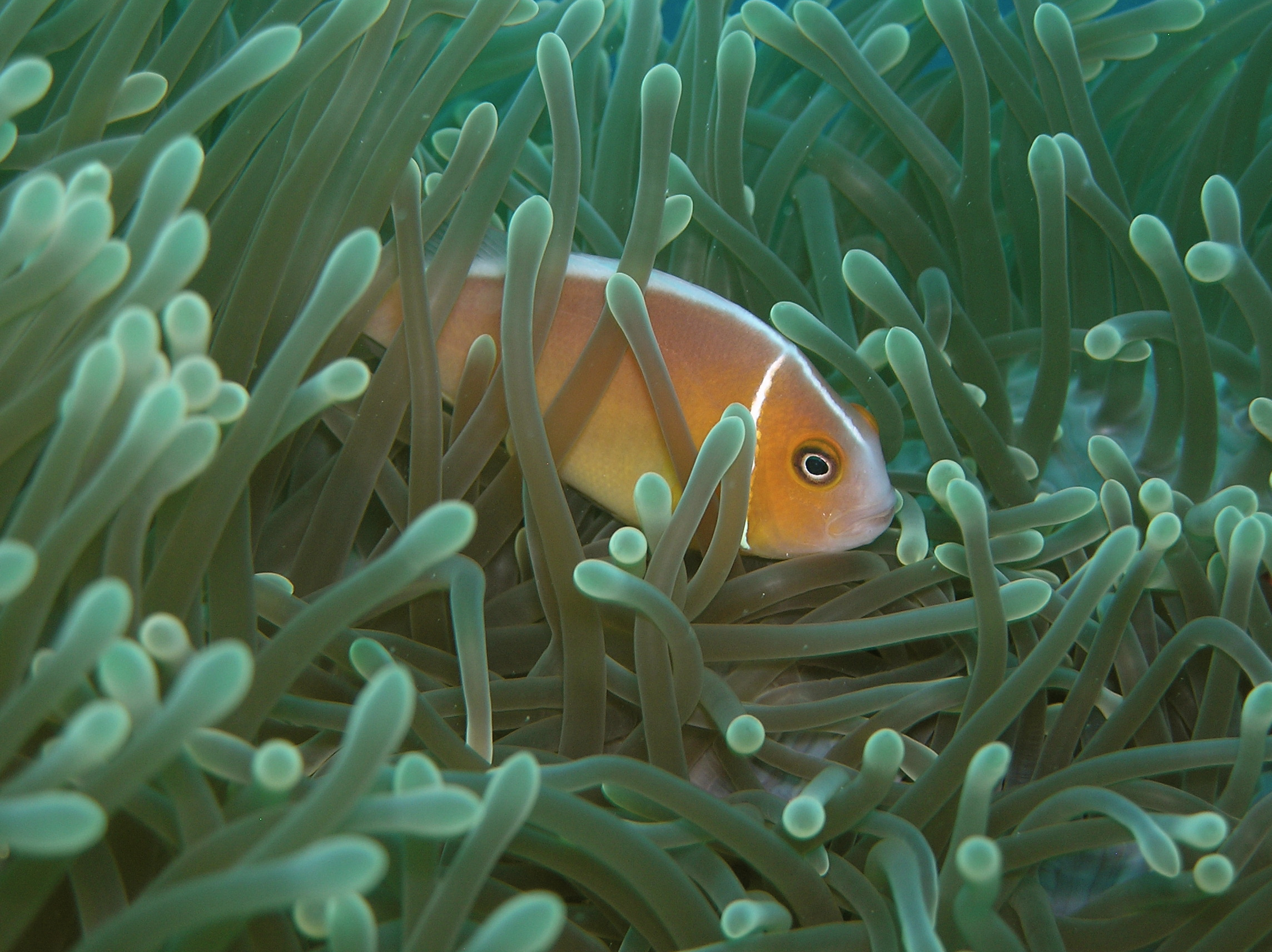
Korallenriff
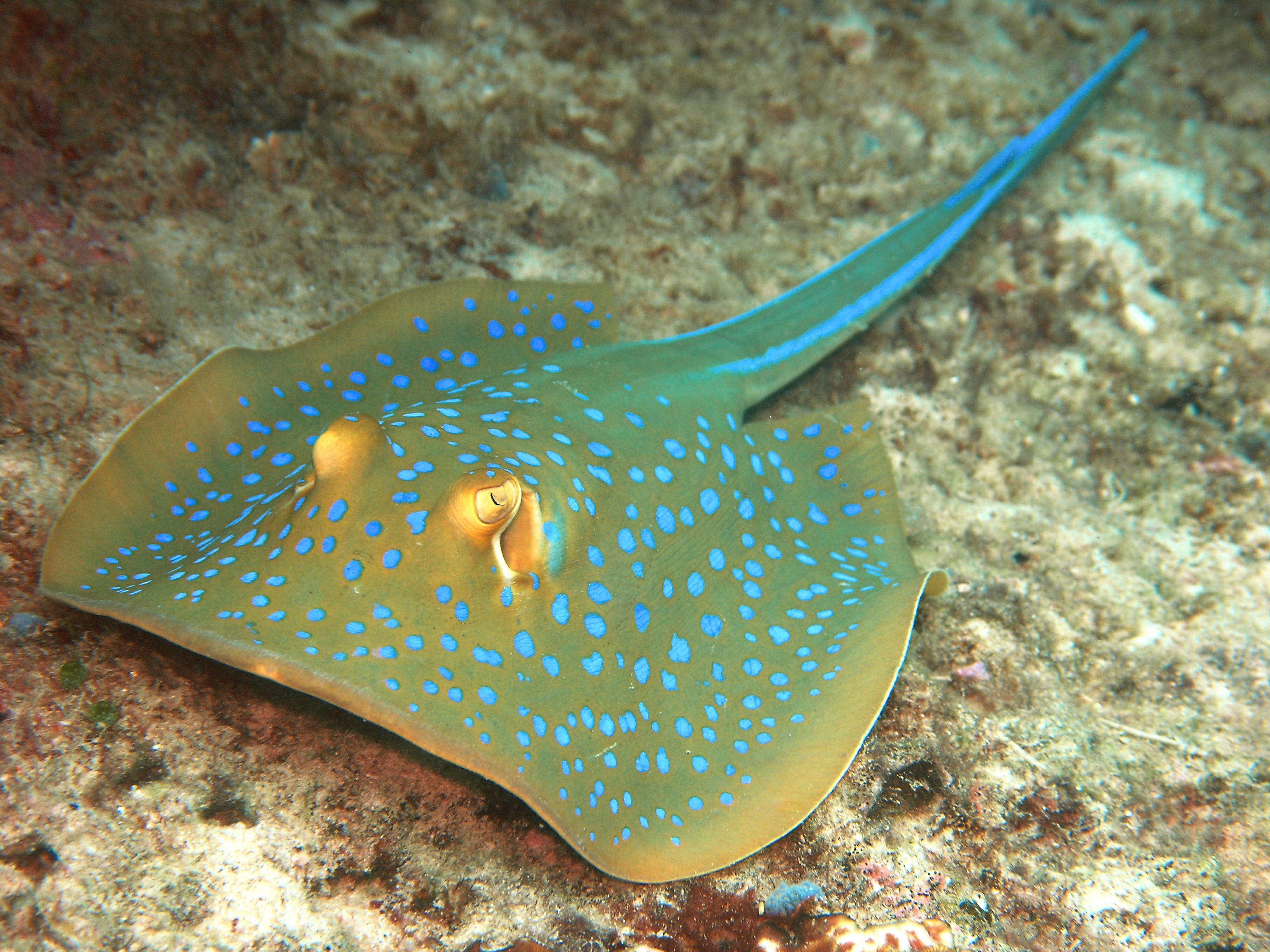
Blaupunktrochen
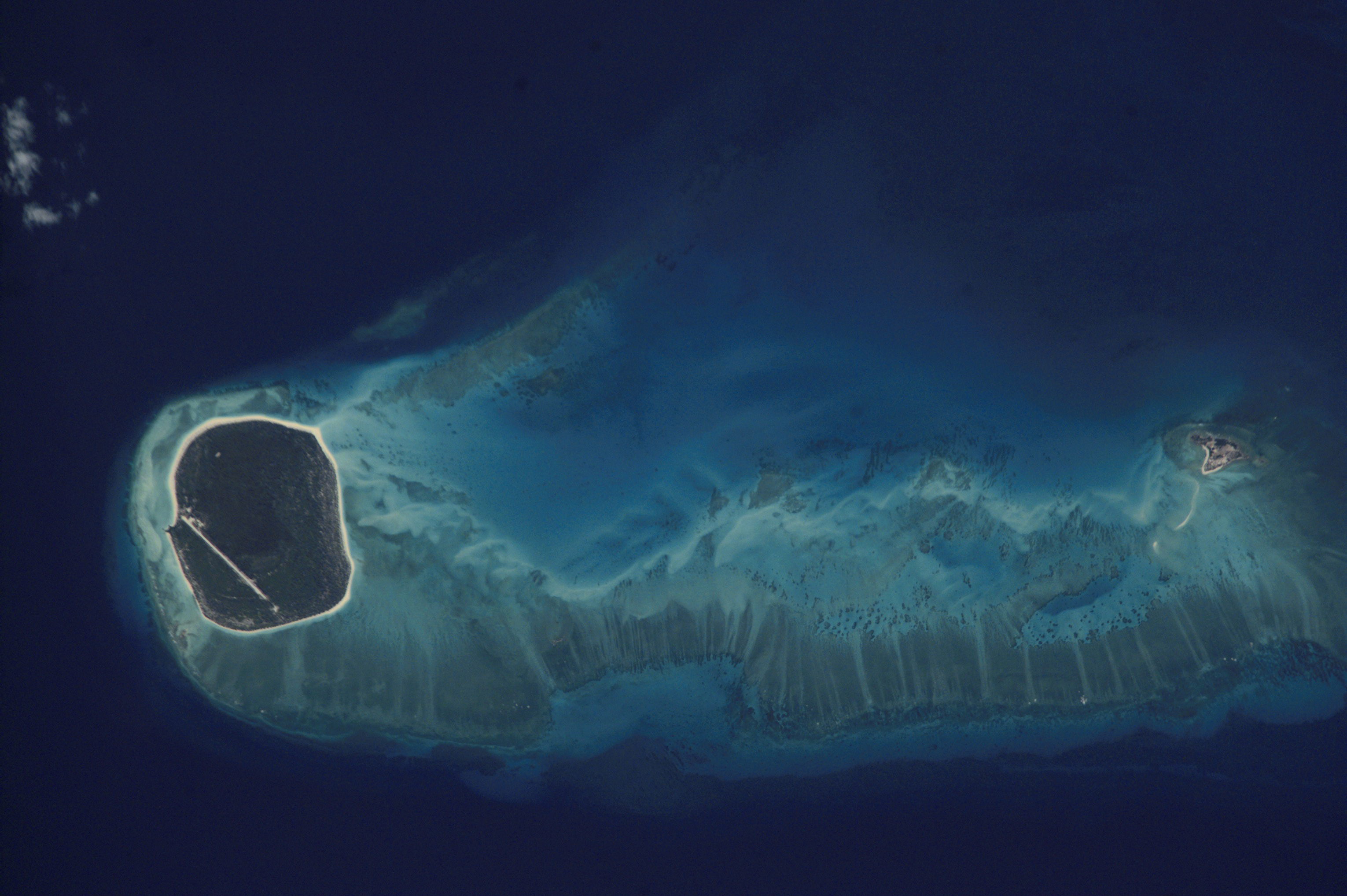
Satellitenaufnahme der Îles Glorieuses